# Sidi Abderrahmane (Tiaret)
Sidi Abderrahmane è un comune dell'Algeria, situato nella provincia di Tiaret.